# 드라이브 (드라마)
《드라이브》(영어: Drive)는 2007년 방영된 드라마이다.